# Prima Ligă de Fotbal din Guineea Ecuatorială
Prima Ligă de fotbal din Guineea Ecuatorială este o competiție de fotbal amator care repezintă primul eșalon din sistemul competițional fotbalistic din Guineea Ecuatorială.

## Echipe
- Águilas Verdes
- Akonangui FC
- Atlético Malabo
- Deportivo Mongomo
- Deportivo Unidad
- Dragón FC
- Real Sanidad (Ndjóng Melén-Bata)
- Renacimiento FC
- Sony Elá Nguema
- The Panters F.C.

## Campioane
| - 1979 : Real Rebola - 1980 : Deportivo Mongomo - 1981 : Atlético Malabo - 1982 : Atlético Malabo - 1983 : Dragón FC - 1984 : Sony Elá Nguema - 1985 : Sony Elá Nguema - 1986 : Sony Elá Nguema - 1987 : Sony Elá Nguema - 1988 : Sony Elá Nguema - 1989 : Sony Elá Nguema - 1990 : Sony Elá Nguema | - 1991 : Sony Elá Nguema - 1992 : Akonangui FC - 1993 : Necunoscut - 1994 : Necunoscut - 1995 : Necunoscut - 1996 : Cafe Bank Sportif (Malabo) - 1997 : Deportivo Mongomo - 1998 : Sony Elá Nguema - 1999 : Akonangui FC - 2000 : Sony Elá Nguema - 2001 : Akonangui FC - 2002 : Sony Elá Nguema | - 2003 : Atlético Malabo - 2004 : Renacimiento FC - 2005 : Renacimiento FC - 2006 : Renacimiento FC - 2007 : Renacimiento FC - 2008 : Akonangui FC - 2009 : Sony Elá Nguema - 2010 : |

## Performanțe după club
| Club              | Oraș    | Titluri | Ultimul titlu |
| ----------------- | ------- | ------- | ------------- |
| Sony Elá Nguema   | Malabo  | 12      | 2009          |
| Akonangui FC      | Bata    | 4       | 2008          |
| Renacimiento FC   | Malabo  | 4       | 2007          |
| Atlético Malabo   | Malabo  | 3       | 2003          |
| Deportivo Mongomo | Mongomo | 2       | 1997          |
| Cafe Bank Sportif | Malabo  | 1       | 1996          |
| Dragón FC         | Bata    | 1       | 1983          |
| Real Rebola       | Rebola  | 1       | 1979          |